# NGC 3707
إن جي سي 3707 التي يرمز لها بالرمز NGC 3707، هي مجرة، في كوكبة الباطية.

## الاكتشاف
اكتشفت في 23 فبراير 1878، بواسطة فيلهلم تمبل.